# Pseudomyrmex excisus
Pseudomyrmex excisus es una especie de hormiga del género Pseudomyrmex, subfamilia Pseudomyrmecinae.

## Historia
Esta especie fue descrita científicamente por Mayr en 1870.